# 海因里希·馮·菲廷霍夫
海因里希·馮·菲廷霍夫（德語：Heinrich Gottfried Otto Richard von Vietinghoff genannt Scheel，1887年12月6日~1952年2月23日），二戰時期德意志國防軍的大將。曾獲得橡葉騎士鐵十字勳章。1943-45年負責指揮義大利前线的德国軍隊。

## 生平

### 早年
菲廷霍夫出生於黑森大公國的美因茲，其家族為西發利亞的古老贵族。其參軍的舉動獲得雙親——擔任砲兵中將的海因里希·奧托·康拉德·馮·菲廷霍夫（Heinrich Otto Konrad von Vietinghoff gen. Scheel ，1857–1917）及利昂娜·馮·菲廷霍夫（Leona von Vietinghoff，1861–1942）的強烈支持，並於15歲時藉由謊報年齡加入軍隊。
1907年1月27日菲廷霍夫被任命为中尉（专利日期为1905年6月14日）后，他参加了第一次世界大战，并于1915年7月底晋升为上尉。由于他在战争期间的工作，除了两级铁十字勋章外，他还被授予霍亨索伦皇家骑士勋章（带剑）、二级阿尔布雷希特骑士勋章（带剑）、梅克伦堡军事功绩十字勋章二等奖、战争中授予的和黑色伤员徽章。还被德国的盟国授予铁王冠勋章和奥地利三级军事功勋十字勋章、战争勋章、铁新月勋章和保加利亚军事功绩勋章军官十字勋章。
维廷霍夫于1920年1月6日在柏林与路德维希·瓦格纳上校和玛丽·施瓦茨曼的女儿埃尔弗里德·瓦格纳（Elfriede Wagner，1892-1989）结婚。

### 第二次世界大战

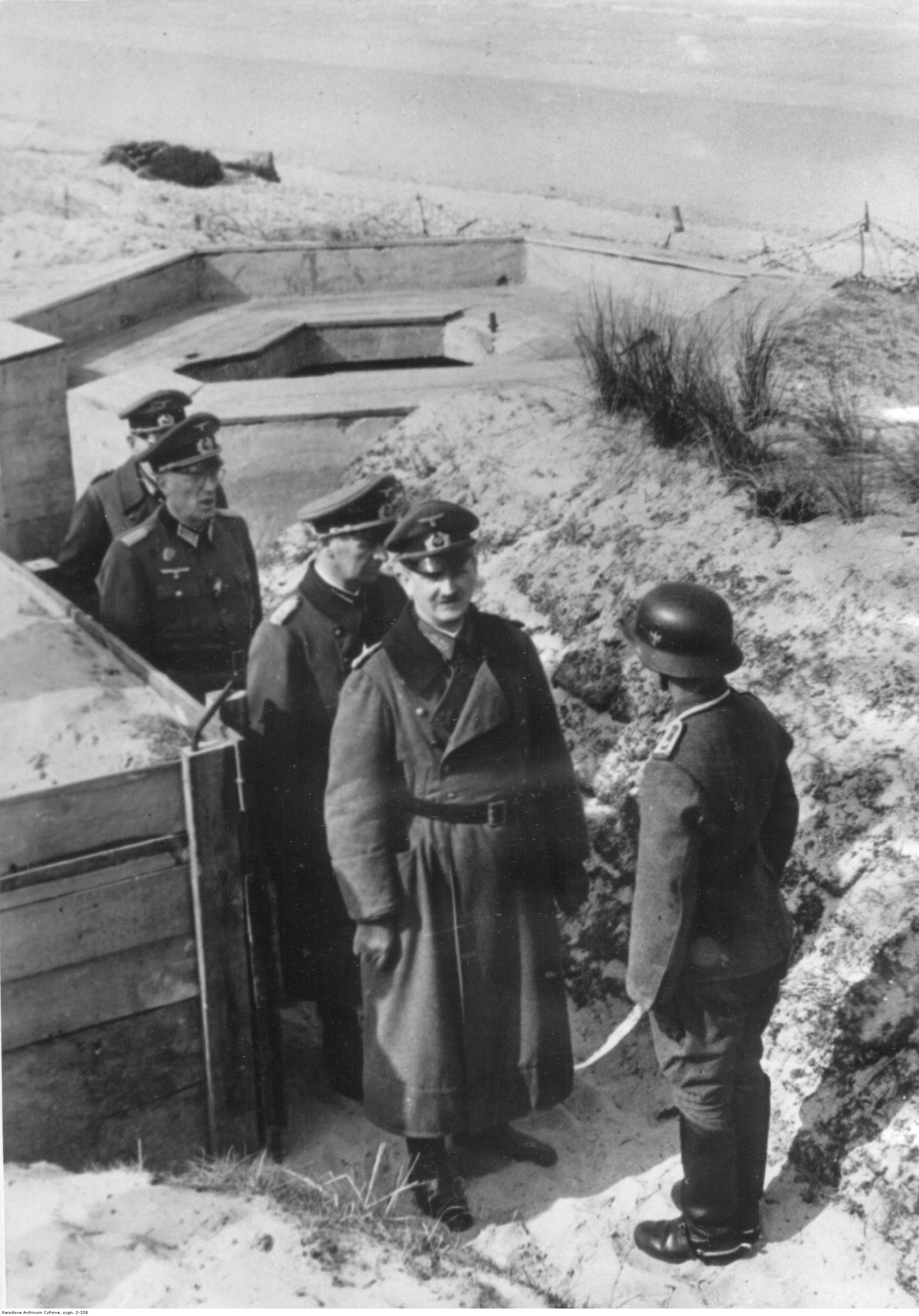
菲廷霍夫视察法国北部的大西洋壁垒

1938年11月24日，菲廷霍夫被指派擔任第5裝甲師的指揮官並參與波蘭戰役，他於1940年6月升為裝甲兵上將，而後指揮第46裝甲軍進攻南斯拉夫。
在巴巴羅薩行動期間，菲廷霍夫所率領的第46裝甲軍隸屬於由博克元帥所率領的中央集團軍旗下的由古德里安指揮的第2裝甲軍團，就如同其他東線戰場上的德軍指揮官，菲廷霍夫也實施了可以說是犯罪的政治委員令。
從1941年12月開始，菲廷霍夫擔任德國駐法國的第15軍團指揮官。1943年8月，他被派往義大利擔任第10軍團的指揮官，並負責透過連續多條橫越義大利半島的防線延遲盟軍的進攻，最著名的戰鬥為1943年11月到1944年5月的冬季防線及1944年秋季的哥德防線。
1944年10月，因凱塞林元帥於車禍中受重傷，菲廷霍夫暫時擔任義大利地區（C集團軍）的指揮官，1945年1月，凱塞林元帥傷癒重掌指揮權，菲廷霍夫則被派往東普魯士擔任庫爾蘭集團軍的指揮官，而在凱塞林於1945年3月被派任西線總司令，菲廷霍夫被調回擔任義大利地區的德軍總司令。
1945年1月下旬，维廷霍夫暂时被任命为库尔兰集团军群总司令，但于1945年3月年初返回意大利，并于1945年3月10日再次接管C集团军群。与此同时，他还成为了西南战区总司令。

### 降服和交接
1945年4月29日，菲廷霍夫與盟軍接觸，其代表親衛隊上級集團領袖卡爾·沃爾夫代替他於1945年5月2日中午於卡塞塔王宮聯同義大利社會共和國簽署投降（卡塞塔投降协定，即所谓的“日出行动”）。当凯塞林元帅发现此事后，他逮捕了菲廷霍夫。接替他的是步兵上将弗里德里希·舒尔茨。当事态无法阻止后，他于1945年5月2日再次释放了菲廷霍夫。
自7月20日密谋案起，党卫军在巴伐利亚南部关押了大量的政治犯，其中包括来自17个欧洲国家的139名高级政治犯以及一批贵族囚犯（包括施陶芬贝格的家人），在战争末期，这些政治犯被转移到了南蒂罗尔地区。1945年4月29日，这些囚犯中的博吉斯瓦夫·冯·博宁上校给C集团军群司令紧急发报。接到消息后的菲廷霍夫下达命令，令国防军上尉维查德·冯·阿尔文斯莱本（Wichard von Alvensleben）于深夜从17公里外的塞克滕附近的穆斯（Moos）抵达囚犯们关押的场所，两小时后，来自5公里外托布拉赫的150名掷弹兵进一步增援，抵达并封锁了集市广场，成功组织了党卫军杀害囚犯的计划，将他们活着转移到了盟军的手中。这些囚犯中奥地利前总理库尔特·舒施尼格、法国前总理莱昂·布鲁姆、神学家马丁·尼莫勒、法比安·冯·施拉布伦多夫、步兵上將亚历山大·弗赖赫尔·冯·法尔肯豪森、伊萨·维尔梅伦、英国特工西吉斯蒙德·佩恩·贝斯特等等。

### 战后
戰後菲廷霍夫被送到英國威爾斯南部布里真德市附近的專門收容高階德軍將領的戰俘營「島嶼農場」，並在那裡待了兩年多直到1947年9月獲釋。
獲釋後菲廷霍夫成為西德重整軍備計畫的專家小組成員，1950年10月，他與眾多德國軍官以寫作的希默羅德修道院為名，完成了希默羅德備忘錄，並遞交給西德總理康拉德·艾德諾政府，為重建西德軍隊及參與歐洲防務做出貢獻。
1952年2月23日，菲廷霍夫於巴伐利亚普夫龍滕去世，享年64歲。

## 年表

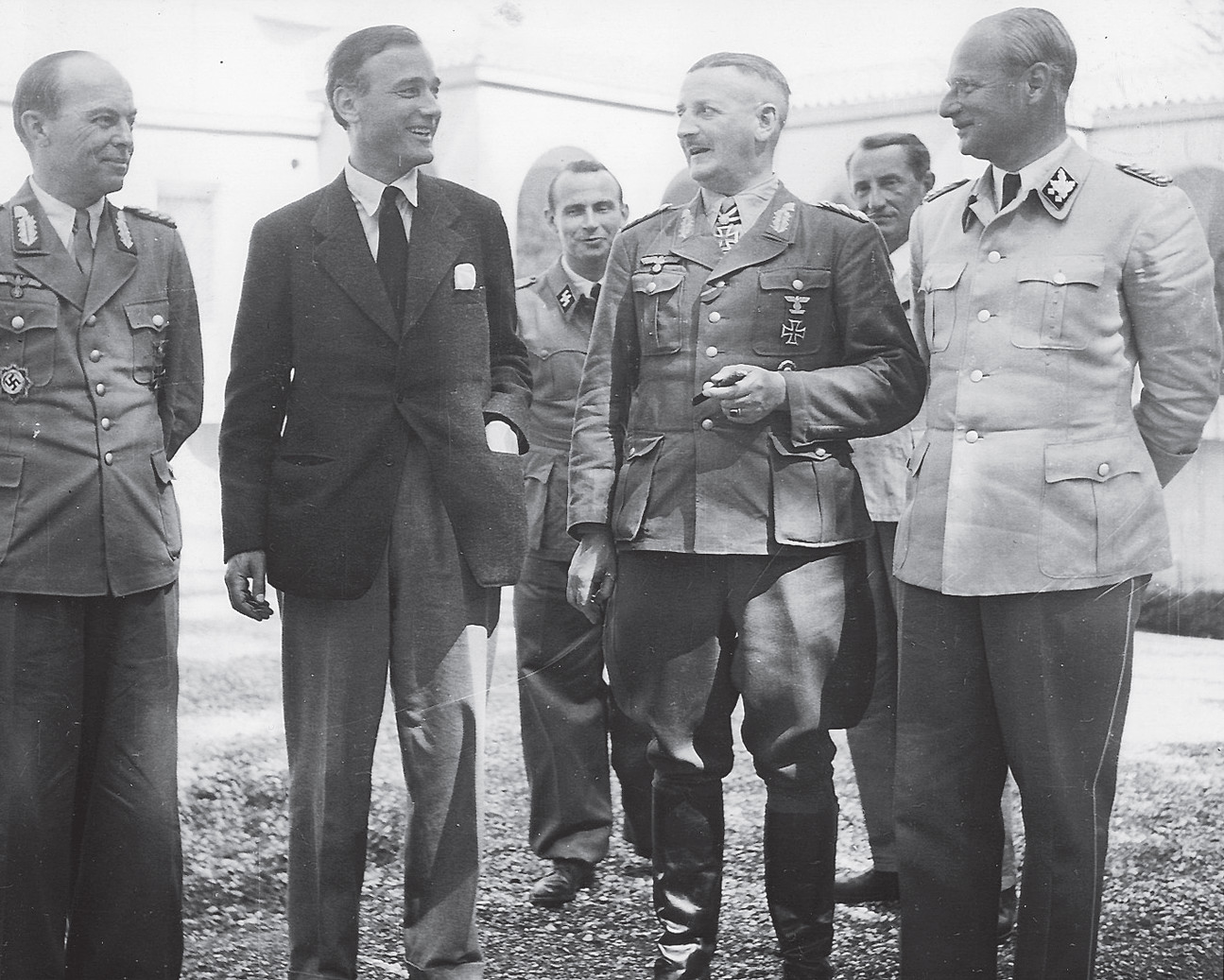
1945年5月12日，隶属盟军的德国经济学家格奥尔格·冯·舒尔茨-盖弗尼茨访问了位于博尔扎诺的驻意大利德军总部，对南部前线投降军官们的合作表示感谢。 在党卫军总部的庭院里享受轻松时光的是（从左到右）汉斯·罗蒂格、冯·舒尔茨-盖弗尼茨、海因里希·馮·菲廷霍夫和卡尔·沃尔夫；后排：党卫军军官尤金·温纳和尤金·多尔曼

### 升官年序
- 少尉：1906年3月6日
- 中尉: 1907年1月27日
- 上尉：1915年6月24日
- 少校：1926年3月1日
- 中校：1931年2月1日
- 上校：1933年4月1日
- 少將：1936年4月1日
- 中將：1938年3月1日
- 裝甲兵上將：1940年6月1日
- 大將：1943年9月1日[4]

### 軍事榮譽
- 普魯士鐵十字勳章：二級（1914年9月13日）；一級（1915年4月23日）[13]
- 納粹帶扣鐵十字勳章：二級（1939年9月21日）；一級（1939年9月28日）[13]
- 橡葉騎士鐵十字勳章
  - 騎士鐵十字勳章（1940年6月24日，擔任裝甲兵上將指揮第13軍）[14]
  - 加授橡葉（橡葉騎士鐵十字勳章）（1944年4月16日，擔任大將指揮第十軍團）[14]
- 金質德國十字勳章（1942年4月22日，擔任裝甲兵上將指揮第46軍）[15]